# Ian Watkin
Ian Watkin (25 de enero de 1940 — 18 de mayo de 2016) fue un actor de Nueva Zelanda conocido por las películas Sleeping Dogs y Braindead. Watkin creció en Greymouth, y se mudó a Australia en 1999, convirtiéndose en un agente de vinos.
Apareció en un episodio del Ngaio Marsh Theatre en 1977.

## Muerte
Ian Watkin murió de cáncer el 18 de mayo de 2016, a los 76 años.

## Filmografía seleccionada
- Sleeping Dogs (1977) – Dudley
- Braindead (1992) – Tío Les
- Star Wars: Episodio II - El ataque de los clones (2002) - COO-2180
- La Telaraña de Carlota (2006)